# The Big Show (film, 1936)

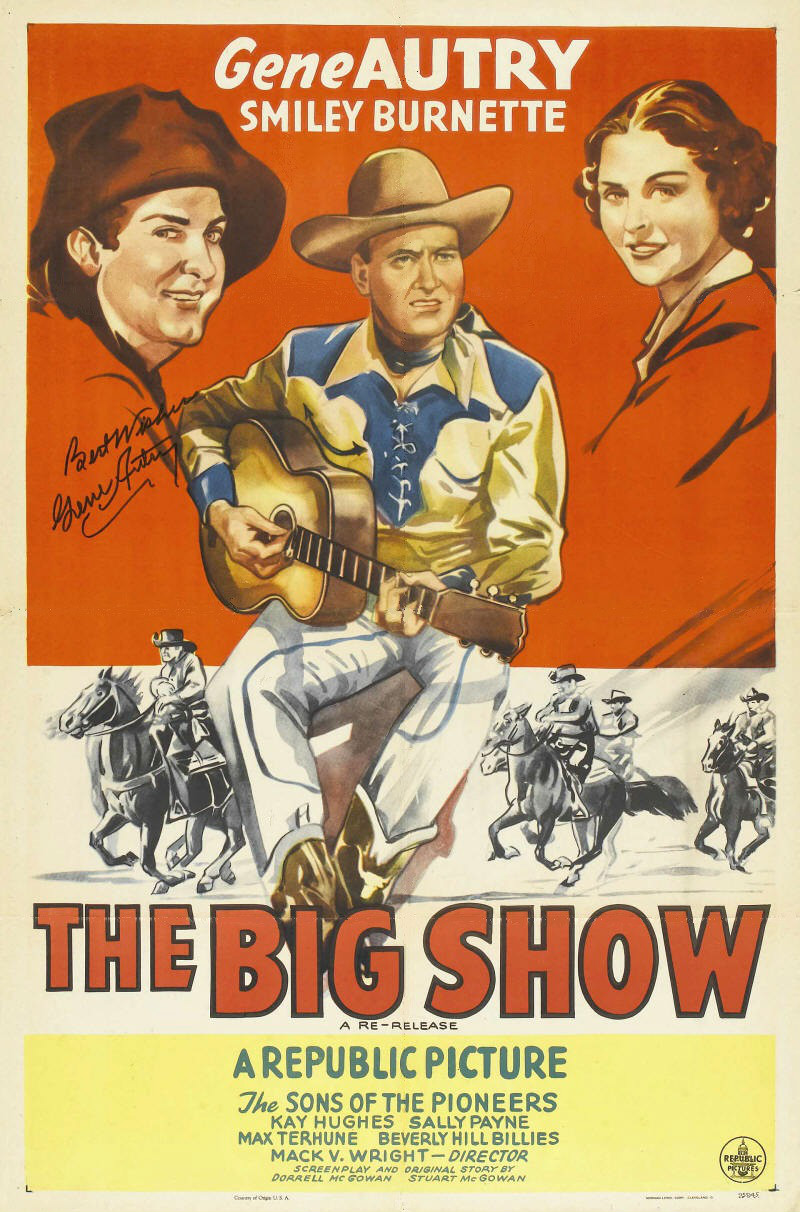
Affiche du film.

Pour les articles homonymes, voir The Big Show.
The Big Show est un western musical américain réalisé par Mack V. Wright et sorti en 1936.

## Synopsis
Un cowboy chanteur entretient la confusion de deux filles, en étant à la fois lui-même et son propre double lors d'une foire exposition à Dallas au Texas.

## Fiche technique
- Réalisation : Mack V. Wright, Joseph Kane (non crédité)
- Scénario : Dorrell McGowan, Stuart E. McGowan
- Producteur : Nat Levine
- Photographie : Edgar Lyons, William Nobles
- Montage : Robert Jahns
- Production : Republic Pictures
- Distributeur : Republic Pictures
- Durée : 54 minuntes
- Date de sortie : 16 novembre 1936

## Distribution
- Gene Autry : Gene Autry / Tom Ford
- Smiley Burnette : Frog
- Kay Hughes : Marion Hill
- Sally Payne : Toodles Brown
- William Newell : Lee Wilson
- Max Terhune : Ventriloque
- Charles Judels : Swartz, le directeur
- Sons of the Pioneers : Musiciens
- The Jones Boys : Singers
- The Beverly Hill Billies : Musiciens
- Light Crust Doughboys : Musiciens
- Champion : Champion, le cheval
- Rex King : Fred Collins
- Harry J. Worth : Tony Rico
- Mary Russell : Mary
- Christine Maple : Miss Van Every, fiancée de Ford
- Jerry Larkin : Henchman Blackie
- Jack O'Shea : Henchman Joe
- Wedgwood Nowell : Movie Director
- Antrim Short : Studio Assistant
- June Johnson : Studio Secretary
- Grace Durkin : Studio Girl[1].

## Production
Le film a été tourné à Fair Park à Dallas, à l'occasion de la foire-exposition Texas Centennial Exposition (en).